# سیارک ۱۳۳۵۱
سیارک ۱۳۳۵۱ (به انگلیسی: 13351 Zibeline، نامگذاری:1998SQ145) سیزده هزار و سیصد و پنجاه و یکمین سیارک کشف شده‌است که در ۲۰ سپتامبر ۱۹۹۸ کشف شد.
قدر مطلق سیارک برابر ۳۰.۹ است.